# Ashfield (Shropshire)
Ashfield – wieś w Anglii, w hrabstwie Shropshire. Leży 22 km na północny zachód od miasta Shrewsbury i 245 km na północny zachód od Londynu.